# Fachet József
Fachet József (Munkács, 1935. augusztus 20. – Budapest, 2016. szeptember 10.) a Magyar Tudományos Akadémia (MTA) orvostudományok doktora, tanszékvezető egyetemi tanár, a Debreceni Orvostudományi Egyetem Kórélettani Intézetének nyugalmazott igazgatója, nemzetközi hírű rákkutató, immunológus, kórélettanász, Rákosmente díszpolgára.

## Életpályája
Középiskolai tanulmányait Budapesten, a Szent László Gimnáziumban végezte, országos első díjas biológia szakköri munkában is részt vett, ami jelentősen befolyásolta pályaválasztását. 1953-ban kitűnő eredménnyel érettségizett, ezt követően felvételt nyert a Budapesti Orvostudományi Egyetem Általános Orvosi Karára (ma Semmelweis Egyetem), ahol 1959-ben „summa cum laude” orvosdoktori diplomát szerzett.
Még ebben az évben került az MTA Kísérleti Orvostudományi Kutató Intézetének Kórélettani Osztályára, mely ekkor az I. sz. Belgyógyászati Osztályon működött. Előbb tudományos segédmunkatársi, majd munkatársi kinevezést kapott.
Daganatos és endokrin (a hormonháztartás zavaraival összefüggő) betegségekben szenvedő páciensekkel foglalkozott, a rendelkezésre álló terápiák szűkösségét látva döntötte el, hogy a kutatói pályát választja.
1972-től dolgozott az MTA Szegedi Biológiai Központ Genetikai Intézetében, ahol Straub F. Brunó főigazgató és Alföldi Lajos igazgató felkérésére, vezetésével alakult meg az immungenetikai osztály. Magyarországon elsőként, itt hozott létre a kísérleteit segítő, genetikailag meghatározott és standardizált, beltenyésztett egérházat.
1973-ban védte meg kandidátusi értekezését, 1980-tól 2000-ig a Debreceni Orvostudományi Egyetem Kórélettani Intézet igazgatójaként dolgozott. 1980. július 1-től egyetemi tanár, 1995-től az MTA doktora, kutatóként és oktatóként 2005-ig dolgozott a Debreceni Egyetem Immunológiai Intézetében.

## Munkássága
Életét a daganatos betegek immunterápiás kezelésének szentelte, az immunválasz genetikai és humorális szabályozása, valamint terápiás befolyásolása területén nemzetközileg is elismert tudományos eredményeket ért el. 1959-től 1971-ig a stresszreakciókkal foglalkozott, majd a thymus (csecsemőmirigy) tanulmányozása felé fordul, kutatásairól az országban az elsők között, már 1962-ben angol nyelvű közleményben számolt be. Eredményeit 1973-ban kandidátusi értekezésében foglalta össze. Kimutatta, hogy a corticosteroidok az antigén beadása után, csak egy ideig nyomják el az immunválaszt, az immunmemóriát azonban nem törlik, így az immunválasz újra megjelenik. Ez az oka annak, ha a transzplantátum kilökődik, vagy egy autoimmun betegség kiújul. Sikerült bizonyítania, hogy meghatározott (szintetikus) antigénnel kiváltható celluláris és ellenanyagválaszt ugyanazon génszakasz génjei szabályozzák, méghozzá nagyságukat tekintve, ellentétes módon. Kutatásáról a világhírű tudományos szaklap, a Nature is beszámolt.
Nevéhez fűződik a sejtfúziós hibridóma (biotechnológiai módszer) hazai bevezetése, ennek során egy osztódásképes mielómasejtet fuzionáltatnak egy ellenanyagot termelő B-limfocitával. A módszert a Nobel-díjas Georges J. F. Köhler professzortól sajátította el Bázelben. Munkássága új irányokat nyitott a daganatok immunterápiás kezelésében, ezen belül is a tumor asszociált antigénnel kombinált daganatbioterápia elméleti és gyakorlati megközelítésében.

### Tudományos eredményei
1975-ben a tokiói „Host Defense against Cancer” szimpóziumon ismertette egy magyar készítmény, az élesztőgomba poliszacharidát tartalmazó Mannozym daganatellenes hatását. Itt ismerkedett meg a japán Goro Chihara professzorral, aki biztosított számára egy Japánban évezredek óta ismert, és gyógyításra használt gyógygombából kivont, teljesen tiszta poliszacharidát. A DOTE Kórélettani Intézetének munkatársaival együtt, a világon az elsők között kimutatta, hogy ez a poliszacharida az egész immunrendszert stimulálja. Gátolja a legtöbb daganat növekedését azáltal, hogy aktiválja a falósejteket, természetes ölősejteket, valamint a CD4 és CD8 pozitív T-sejteket. Ezek tulajdonképpen egyfajta öngyógyító mechanizmussal javítják a beteg állapotát azzal is, hogy a kemo- vagy sugárterápia során elpusztult daganatsejteket segítenek eltakarítani. Mindezt úgy, hogy nincsen ismert káros mellékhatása. A bevizsgált poliszacharidát, a lentinánt, Japánban gyógyszernek minősítették, és adjuváns, illetve kiegészítő kezelésként alkalmazzák a kórházi terápiában
Sokat tett azért, hogy az európai betegek megismerjék a gyógygombák jótékony hatásait. Évtizedes tapasztalatait és dokumentált klinikai kísérleti eredményeit felhasználva, a japán hatóanyagokat tartalmazó gombákból származó poliszacharidákból álló keveréket készített. Az immunerősítő gyógygomba készítményeket az OÉTI engedélyével forgalomba hozta, ezzel lehetővé tette, hogy Magyarországon mindenki hozzájuthasson a csúcsminőségű kivonatokhoz (Fachet Vital Defense termékek: https://drfachetgyogygomba.hu/).

### Oktatói tevékenysége
1955-től 1959-ig mint demonstrátor dolgozott a Budapesti Orvostudományi Egyetem Élettani Intézetében. 1969 és 1970 között Wellcome ösztöndíjjal a Glasgow-i Egyetemen végzett immunológiai kutatásokat. 1974-80-ig a Szegedi Biológiai Központban az UNDP (United Nation Developmental Program) angol nyelvű posztgraduális képzést vezetett, valamint a JATE összehasonlító élettani tanszékén oktatott. A DOTE Kórélettani igazgatójaként 1980-tól átalakította a kórélettan magyar és angol nyelvű oktatását, valamint elsőként Magyarországon, bevezette az „Általános Immunphysiológia” tantárgyat, amelynek teljesítését a KLTE hallgatói számára is lehetővé tette.

### Szabadalmai
- "AZT – analóg" dr. Sztaricskai Ferenccel;
- "Vízoldékony polysacharidák" szabadalma a Humán Oltóanyag és Kutató Intézettel;
- Vital Defense (és korábban Immunforte) gyógygombák (védjegyszabadalom, copyright: Vital Defense Kft)

## Tagsága szakmai szervezetekben
- Brit Immunológiai Társaság;
- Európai Klinikai Kutatók Társasága;
- Japán Rákkutatók Társasága;
- Magyar Allergológiai és Klinikai Immunológiai Társaság (MAKIT);
- Magyar Élettani Társaság (éveken át vezetőségi tagja);
- Magyar Immunológiai Társaság (MIT) vezetőségi tag;
- New York-i Akadémia.

1985-1990-ig tagja volt az MTA- Egészségügyi Minisztérium Közös Bizottságának és alelnöke a tárca szintű kutatások immunológiai szakbizottságának, valamint részt vett a Tudományos Minősítő Bizottság (TMB) munkájában.

## Díjai, elismerései
- Hatvani-díj (2008);
- Rákosmente (Budapest XVII. Kerület) díszpolgára (2002);
- Budapest XVII. kerületi Művészetbarátok Körének elnöke.

## Tudományos publikációi
Több száz magyar és angol nyelvű tudományos publikáció szerzője, illetve társszerzője, összesen 152 közleménye jelent meg.
A Korélettan című, ma is használt orvosi tankönyv immunológiával foglalkozó négy fejezetének szerzője.